# セルゲイ・バラノフ (バレーボール)
セルゲイ・アンドレイェヴィチ・バラノフ（ロシア語: Сергей Андреевич Баранов, 1981年8月10日 - ）は、ロシアの男子バレーボール選手。ホルリフカ出身。ポジションはウイングスパイカー。元ロシア代表。

## 来歴
2000年にロシア・スーパーリーグのベロゴリエ・ディナモへ入団。2003年にロシア代表に選出され、欧州選手権で銅メダル、翌2004年アテネオリンピックで銅メダルを獲得した。2005年欧州選手権では銀メダルを獲得した。
2009年にロコモティフ・ノヴォシビルスクへ移籍した後は、クズバス・ケメロヴォやガスプロム・ユグラ・スルグトでプレーした。スーパーリーグではリーグ優勝3回、ロシアカップ優勝3回、CEVチャンピオンズリーグ優勝2回、CEVカップ優勝を飾った。
2012年には怪我による身体的な問題から引退の意向を表明していた。

## 球歴
- オリンピック - 2004年（銅メダル）
- ワールドリーグ - 2006年（3位）
- 欧州選手権 - 2003年（3位）、2005年（準優勝）

## 所属クラブ
- ベロゴリエ・ディナモ（2000-2001年）
- ロコモティフ・ベロゴリエ（2001-2009年）
- ロコモティフ・ノヴォシビルスク（2009-2010年）
- クズバス・ケメロヴォ（2010-2011年）
- ロコモティフ・ノヴォシビルスク（2011-2012年）
- ガスプロム・ユグラ・スルグト（2013年）